# Wake Up (chanson de Sliimy)
Pour les articles homonymes, voir Wake Up.
Singles de Sliimy
Trust Me
(2009)
Pistes de Paint Your Face
Magic Game
Wake Up est une chanson par l'artiste français Sliimy. Il s'agit du premier single de son premier album studio, Paint Your Face. La chanson eut un grand succès en France, mais également dans les pays voisins tel que le Royaume-Uni mais également les États-Unis. Le single sera disponible en février 2009 sur les plateformes de téléchargement légales.

## Clip
Un clip a été réalisé en 2009 pour la chanson. Celui-ci montre Sliimy dans un décor blanc où de la pâte à modeler vient s'y glisser. Le guitariste du chanteur, Feed, apparaît lui aussi dans la vidéo ainsi qu'un chien.

## Performances en direct
Sliimy interprètera la chanson tout d'abord lors d'une série de concerts d'une semaine organisés à Paris en 2008 par le site internet MySpace. La chanson sera également interprétée sur le plateau du Grand Journal sur Canal+ en février 2009. La même année, Sliimy sera invité à se produire aux premières parties de la chanteuse Britney Spears pour la tournée The Circus Starring Britney Spears à Paris-Bercy en France en juillet et aux premières parties de la chanteuse Katy Perry pour la tournée Hello Katy Tour en Suisse et en Angleterre. 

## Classements
| Classement (2009)                       | Meilleure position |
| --------------------------------------- | ------------------ |
| Belgique (Wallonie Ultratop 50 Singles) | 16                 |
| France (SNEP)                           | 65                 |
| Suisse (Schweizer Hitparade)            | 77                 |